# Kravjak
Za grad s tem imenom glej grad Kravjek.
Kravjak, tudi kravjek je iztrebek goveda, predvsem s tem izrazom poimenujemo iztrebek domačih krav. Vsebuje neprebavljene ostanke rastlinske hrane, ki je šla skozi prebavni trakt živali. Iztrebek je bogat z minerali, njegov barvni razpon pa lahko sega od zelenkastih do črnih tonov, z oksidacijo dodatno potemni. 